# Căpâlna
Căpâlna (en hongarès: Feketekápolna) és un municipi del comtat de Bihor, Crișana, Romania amb una població de 1.663 persones (2011). Està compost per cinc pobles: Căpâlna, Ginta (Gyanta), Rohani (Rohány), Săldăbagiu Mic (Körösszáldobágy) i Suplacu de Tinca (Tenkeszéplak).
La comuna està situada a la part sud del comtat de Bihor, a la riba dreta del Crișul Negru, a una distància de 40 km d'Oradea, 26 km de Beiuș i 40 km de Salonta.

## Demografia
La comuna de Căpâlna tenia 1.663 l'any 2011, que estava dividida en pobles de la següent manera: 466 (Săldăbagiu Mic), 411 (Suplacu de Tinca), 333 (Căpâlna), 309 (Ginta), i 144 (Rohani). A nivell ètnic, la divisió era entre: 79% romanesos, 14% hongaresos, 3% gitanos i 4% altres. I segons afiliació religiosa: 75% ortodoxos romanesos, 11% reformats, 3% pentecostals, 3% baptistes, 2% catòlics romans, 1% grecocatòlics, i 5% no declarats o cap.